# Партизанска база у Новом Саду
Партизанска база у Новом Саду се налазила у кући, у данашњој улици Војислава Илића 15, за време Другог светског рата и представља споменик културе од великог значаја.
У кући је била је смештена илегална партијска база у којој је живела и радила група активиста. База је оформљена за потребе ПК КПЈ у сарадњи власника зграде, Ћире Шовљанског и Светозара Тозе Марковића, организационог секретара ПК КПЈ. Налазила се у средњем делу приземне куће, под плочом терасе. У њој је основан ПК НОО за Војводину и доношени закључци и директиве за даљи рад. Такође је овде штампан лист "Слободна Војводина" као орган Покрајинског НОП одбора Војводине. Базу су открили мађарски фашисти и у ноћи између 18. и 19. новембра 1942. године. У оружаном сукобу погинула су двојица активиста, док је Светозар Марковић Тоза тешко рањен и ухваћен. 
Зграда је 1964. године обележена спомен-плочом. У њој се налази Музеј штампе. Конзерваторски радови су изведени 1981. и 1989. године а ревитализација 1991. године.